# Щубайски Алпи
Щубайските Алпи (Stubaier Alpen) са малък масив в централните Източни Алпи, на територията на Австрия и малко в Италия. Разположени са между Йоцталските и Цилерталските Алпи, отделени от тях с проходите Тимелсьох (на запад) и Бренер (на изток). Три големи долини ги ограждат: на север на река Ин (големият град Инсбрук се намира в края на масива), на запад Йоцтал, където тече река Йоцталер Ахе, на изток – Зил. На юг проходът Джово прави връзка с масива Сарентина.
Щубайските Алпи са концентрирани около дълъг хребет (50 км), който се отделя от главното вододелно било на север от Цукерхютъл (3505 м) – най-високият връх на масива. По-нататък хребетът се разделя на няколко по-малки хребета, а между тях текат реките Мелах и Руц. Долината на Руц носи името Щубайтал, преминало и върху тази част на планината. Въпреки малките му размери масивът се поделя условно от Alpine Club guide на 15 подгрупи. Състои се от заострени върхове със скалисти склонове (карлинги), от които близо 500 имат имена. По най-високите части има заледяване, което все още се запазва въпреки глобалното затопляне.
В западния край се намира курортът Зьолден, посещаван ежегодно от повече от един милион туристи. Част от ски пистите в неговата зона се намират по склоновете на Щубайските Алпи. Друг известен зимен курорт е Щубайер Глетчер, чиито най-високи писти започват от 3200 м.